# George Hartley Bryan

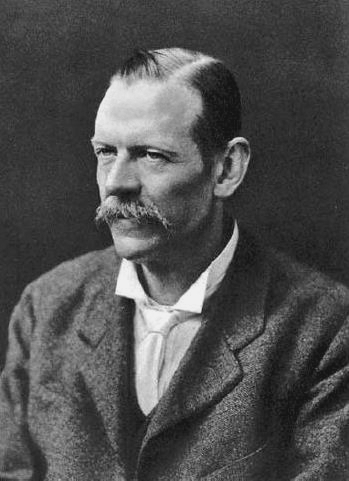
George Hartley Bryan (1864–1928)

George Hartley Bryan, meist zitiert G. H. Bryan, (* 1864 in Cambridge; † 13. Oktober 1928 in Bordighera, Italien) war ein britischer Physiker.
Bryan studierte in Cambridge (Promotion 1895) und war Professor für Mathematik am University College in Bangor.
Er schrieb 1903 den Artikel Thermodynamik in der Enzyklopädie der mathematischen Wissenschaften und war auch mit Joseph Larmor von der British Association for the Advancement of Science beauftragt, zusammenfassende Berichte über den Stand der Thermodynamik und der statistischen Mechanik zu schreiben (vorgelegt 1891, 1894). Bei der Tagung der British Association in Oxford 1894 kam es auch zu einem Treffen der englischen Physiker mit Ludwig Boltzmann, der dort gefeiert wurde. Im Jahr 1894 und 1895 veröffentlichte er auch zwei Arbeiten mit Boltzmann. In der Thermodynamik wies Bryan als erster auf die Notwendigkeit hin, die innere Energie als unabhängige Größe einzuführen.
Bekannt ist er aber vor allem als einer der Ersten, die die korrekten Gleichungen für die Stabilität von Flugzeugen im Flug ableiteten. Das geschah 1911 in seinem Buch Stability in aviation (Macmillan), acht Jahre nach dem ersten Flug der Brüder Wright. Er untersuchte 1888 auch die Flüssigkeitsströmung in Röhren.
Er war Fellow der Royal Society. 1889 erhielt er den Smith-Preis, 1901 die Goldmedaille der britischen Schiffsbautechnischen Gesellschaft und 1920 den Hopkins Preis. Von 1894 bis 1896 war er Mitglied des Council der London Mathematical Society.

## Verweise
1. ↑  Abzug, Larrabee Airplane stability and control. A history of technologies that made aviation possible, Cambridge University Press 2002.

| Personendaten    | Personendaten         |
| ---------------- | --------------------- |
| NAME             | Bryan, George Hartley |
| KURZBESCHREIBUNG | britischer Physiker   |
| GEBURTSDATUM     | 1864                  |
| GEBURTSORT       | Cambridge             |
| STERBEDATUM      | 13. Oktober 1928      |
| STERBEORT        | Bordighera, Italien   |